# きかんしゃトーマス 大冒険!ルックアウトマウンテンとひみつのトンネル
『きかんしゃトーマス 大冒険!ルックアウトマウンテンとひみつのトンネル』（原題：Thomas and Friends : The Mystery of Lookout Mountain）は、テレビシリーズ『きかんしゃトーマス』の長編シリーズ第19作目の作品である。2DCGアニメーションにリニューアルされたテレビシリーズ『きかんしゃトーマス』においては第2作目の劇場版となる。

## 概要
本作はトーマス、パーシー、カナ、ニア、ディーゼル、カーリーとサンディーに新キャラクターのブルーノが加わった"大大大冒険クラブ"が、第1シリーズにて開拓した古い鉱山（クリスタルの洞窟）とルックアウトマウンテンの秘密を改めて探るストーリーとなっている。
第1シリーズの途中からシリーズ構成を引き継いだクレイグ・カーライルが脚本を担当した。また製作途中で自閉症の特徴を持つブレーキ車ブルーノも登場することが決まった為、監修として自身も自閉症であるダニエル・シェアストロムも執筆に加わっている。
これまでの長編と異なり、トレイラーやビジュアルが本編初公開まで全く公にならなかった。

### 日本での公開
2024年4月19日に劇場公開、同年12月11日にDVDが発売。なお、その1年以上前となる2022年12月には既に、本作にてリニューアル後初登場となるウィフやダーシーのビジュアルがブルーノに先駆け書籍にて紹介されていた。
ゲスト声優としてウィフ役にディーン・フジオカ、ダーシー役にやす子が起用され、2024年4月6日には完成披露舞台挨拶に登壇した。また同月29日にはシリーズ初となるレギュラー声優陣による舞台挨拶が行われた。
本作の公開にあたりリニューアル後のクリエイティブ・ディレクターであるモニカ・デニスへのインタビューがNHKの『＃バズ英語〜SNSで世界をみよう〜』をはじめ各媒体にて行われた。
前作同様オープニングテーマが追加され、エンディングの前には挿入歌1曲目のロングバージョンが改めて挿入された。

## あらすじ
古い鉱山を訪れたトーマスとパーシーは奇妙な揺れや謎の声、そして貨車の消失を怪物によるものと思い込み、"大大大冒険クラブ"の仲間たちが集まっていたウィフのリサイクル工場に逃げ込んだ。他の仲間もその不可解な現象を体験していたことや、ルックアウトマウンテンにも地下トンネルがあり似たようなことが生じた話をウィフから聞いたことで、謎を解決するためクラブは二手に分かれ大冒険に出かける。

## 登場キャラクター

### 大大大冒険クラブ

#### ルックアウトマウンテン隊
トーマス
青いタンク式蒸気機関車。チームの先頭に立つ。
パーシー
緑のタンク式蒸気機関車。トーマスの親友。
サンディー
モーターカー。機関車の修理や保線が仕事。
ブルーノ
赤いブレーキ車。路線図に詳しい。

#### 洞窟ウロウロ隊
カナ
日本出身の高速列車。チームの先頭に立つ。
ニア
オレンジ色のタンク式蒸気機関車。ケニア出身。
ディーゼル
力持ちの黒いディーゼル機関車。
カーリー
黄色いクレーン車。普段はサンディーと行動を共にしている。

### ソドー鉄道の仲間
ウィフ
丸いメガネをかけた深緑のタンク式蒸気機関車。リサイクル工場で発明に勤しんでおり、ソドー島にも詳しい。
ダーシー
掘削機。長い間地下に籠もり、大好きな掘削をしていた。
ゴードン
青いテンダー式蒸気機関車。
いたずら貨車・緑
厄介者の無蓋車。
エミリー
深緑のテンダー式蒸気機関車。トップハム・ハット卿の送迎が仕事。
トップハム・ハット卿
ソドー島の鉄道の管理人。

## キャスト
| 役名                 | オリジナル(北米版)声優 | 英国版声優               | 日本語吹き替え     |
| -------------------- | ---------------------- | ------------------------ | ------------------ |
| トーマス             | ミーシャ・コントレラス | アーロン・バラシ         | 田中美海           |
| パーシー             | チャーリー・ゼルツァー | アンリ・チャールズ       | 越乃奏             |
| カナ                 | エイヴァ・ロ           | クロエ・ラファエル       | 大久保瑠美         |
| ニア                 | タリア・エヴァンス     | シャーデー・スミス       | 古賀英里奈         |
| ディーゼル           | ウィル・バネジャ       | ヘンリー・ハリソン       | 山藤桃子           |
| カーリー             | ジェナ・ウォーレン     | エヴァ・モハメド         | 土師亜文           |
| サンディー           | グリー・ダンゴ         | ホリー・ディクソン       | 山下七海           |
| ブルーノ             | チャック・スミス       | エリオット・ガルシア     | 竹内恵美子         |
| エミリー             | ケイラ・ロレット       | マリー・エキンス         | 竹内恵美子         |
| ウィフ               | ジョー・ピングー       | マット・コールズ         | ディーン・フジオカ |
| ダーシー             | デイナ・プディコム     | ジェシカ・キャロル       | やす子             |
| いたずら貨車・緑     | ジェイミー・ワトソン   | ジャイ・アームストロング | 岡本幸輔           |
| トップハム・ハット卿 | ブルース・ダウ         | トム・デュセック         | 岡本幸輔           |

## 挿入歌
曲数、作曲メンバーともに前作からの変更は無い。
| #         | タイトル                                                 | 作詞                                | 作曲                                  | 時間 |
| --------- | -------------------------------------------------------- | ----------------------------------- | ------------------------------------- | ---- |
| 1.        | 「大大大冒険にでよう」(Warning: Biggest Adventure Ahead) | クレイグ・カーライル                | ヒル・クルクティス ダムネイト・ドイル | 2:00 |
| 2.        | 「ここは別世界」(A Whole New Place)                      | クレイグ・カーライル                | ジュリー・フェーダー                  | 2:09 |
| 3.        | 「はたらきもの いちばん！」(Job to Do)                   | クレイグ・カーライル ジョー・シフタ | アンヌリーズ・ノローニャ              | 2:00 |
| 合計時間: | 合計時間:                                                | 合計時間:                           | 合計時間:                             | 6:09 |

## トリビア
- 原語版では、声優のミーシャ・コントレラスが本作の収録中に変声期を迎えたため、ところどころでトーマスの声にピッチ編集が施されている。
- 本作はシリーズ上、ソドー島外との交易が一切描かれない初の長編作品である。